# Lewis White Beck
Lewis White Beck (* 26. September 1913 in Griffin, Georgia; † 7. Juni 1997 in Rochester, New York) war ein US-amerikanischer Philosoph und mit dem Forschungsschwerpunkt Deutsche Philosophie, insbesondere der Philosophie des Deutschen Idealismus. White Beck war Burbank-Professor für Theoretische und Praktische Philosophie an der Universität Rochester und war dort von 1949 bis 1966 Leiter des philosophischen Instituts. Er übersetzte mehrere Werke Immanuel Kants, darunter der Kritik der praktischen Vernunft, und war Autor von Studies in the Philosophy of Kant (1965). Beck zog sich 1979 von seiner Lehrtätigkeit zurück und verstarb 1997. Der Vorsitzende der Kant-Gesellschaft, Thomas M. Seebohm schrieb in seinem Nachruf auf Beck in den Kant-Studien „Das besondere Verdienst von Lewis White Beck besteht darin, dass er der erste im angelsächsischen Sprachraum war, der vor Kant eine umfassende Studie der frühen deutschen Philosophie vorgelegt hat.“

## Biografie
Lewis White Beck wurde in Griffin, Georgia, geboren. Beck war das jüngste von vier Kindern der Familie von Erasmus W. Beck und Ann H. Beck. Sein Vater war Ingenieur und Handelsvertreter. Er war das jüngste von vier Kindern der Familie, darunter Evelyn H. Beck, Edwin H. Beck und Sarah A. Beck. Zusammen mit seiner Frau Caroline gründete er eine Familie mit zwei Söhnen namens Brandon und Hamilton.
Beck erhielt 1934 seinen Bachelor-Abschluss von der Emory University, 1935 seinen Master-Abschluss und 1937 seinen Doktorgrad von der Duke University. Seine Dissertation trug den Titel Synopsis: A Study in the Theory of Knowledge.

### Akademische Karriere
Nach seiner Promotion war Beck Student und Stipendiat des Rosenwald Fund an der Humboldt-Universität zu Berlin (1937–1938); ein Interview über seine Erfahrungen dort erschien in The Atlanta Constitution (18. September 1938). Er war Dozent an der Universität Berlin Emory University (1938–1941), außerordentlicher Professor für Philosophie an der University of Delaware (1941–1948) und außerordentlicher Professor an der Lehigh University (1946–1948). Schließlich wurde er Professor (1948–1949).
Beck wurde 1949 Fakultätsmitglied an der Universität Rochester und war von 1949 bis 1966 Leiter des Philosophischen Instituts. Er war außerdem stellvertretender Dekan der Graduiertenschule (1952–1956) und Dekan der Graduiertenschule (1956–1957). Während dieser Zeit trug er dazu bei, die internationale Anerkennung des philosophischen Doktorandenprogramms zu steigern. 1957 erhielt er ein Guggenheim-Stipendium für Philosophie.
1962 wurde er zum Burbank-Professor für Praktische und Theoretische Philosophie ernannt, 1979 wurde er emeritiert. 1962 wurde er der erste Empfänger des Edward Peck Curtis Award der Universität für herausragende Leistungen in der Lehre im Grundstudium. Anschließend wurde er 1963 zum Fellow der American Academy of Arts and Sciences und 1964 zum American Council of Learned Societies gewählt. Von 1970 bis 1975 war Beck Mitglied des National Endowment for the Humanities Council. Während dieser Zeit war er auch Mitglied des Vorstands der American Academy of Arts and Sciences (1970–1978). 1970 arbeitete er mit Gottfried Martin von der Universität Bonn zusammen. Gemeinsam organisierten sie den ersten Internationalen Kant-Kongress in den Vereinigten Staaten an der University of Rochester und trugen dazu bei, eine dauerhaft enge Zusammenarbeit zwischen Kant-Forschern in Deutschland und Amerika zu etablieren. Beck war Präsident der Eastern Division der American Philosophical Association.
Im Laufe seiner langen akademischen Karriere war Beck als Gastdozent an mehreren führenden akademischen Forschungszentren, darunter an der Columbia University (1950), der George Washington University, der University of Minnesota (1953) und der University of California in Berkeley (1973), der Yale University (1974) und dem Rochester Institute of Technology (1982–1983). Er erhielt Ehrentitel vom Hamilton College, der Emory University und der Universität Tübingen.
Neben seiner Lehrtätigkeit war Beck Redaktionsmitglied mehrerer führender philosophischer Forschungszeitschriften, darunter das Journal of the History of Ideas und der Kant-Studien. Im Laufe der Jahre war er außerdem Redaktionsmitglied der Zeitschrift The Monist, in der auch seine Arbeiten vorgestellt wurden. 1970 fungierte er als Herausgeber der Proceedings of the Third International Kant Congress. 1985 trug er zur Gründung der North American Kant Society bei.

### Werk
Lewis White Beck ist bekannt für seine Forschungen zu den Werken des Philosophen Immanuel Kant. Er veröffentlichte 1949 eine Übersetzung von Kants Kritik der reinen Vernunft. Becks Arbeiten erhielten sowohl national als auch international Anerkennung für ihre detaillierte Analyse und Interpretation von Kants philosophischen Schriften.
In seinen Kommentaren zu Kant untersuchte Beck die Unterscheidung zwischen „analytischen“ und „synthetischen“ Urteilen sowie das Konzept des „synthetischen Apriori“. Er analysierte, ob Kants Klassifizierung bestimmter Urteile als notwendig oder kontingent konsistent war und wies auf potenzielle Unstimmigkeiten in der Verwendung des Begriffs „synthetisch“ hin, insbesondere im Unterschied zwischen der transzendentalen Logik und der allgemeinen Logik bei Kant.
Beck argumentierte, dass die Kritik der praktischen Vernunft von Kant oft zugunsten der Grundlegung zur Metaphysik der Sitten übersehen wird. Er betonte, dass ein vollständiges Verständnis von Kants Moralphilosophie die Auseinandersetzung mit der zweiten Kritik erfordert, da sie die Konzepte der Freiheit und der praktischen Vernunft behandelt. In seinem Werk A Commentary on Kant’s Critique of Practical Reason (1961) behauptete Beck, dass diese Kritik Kants Theorie der moralischen Autorität zusammenfasst.
In Six Secular Philosophers (1966) untersuchte Beck die Merkmale einer säkularen Philosophie und deren Beziehung zu religiösen Überzeugungen. Er identifizierte zwei Gruppen von Philosophen: eine, die die Grenzen des religiösen Glaubens untersuchte, darunter Kant, Spinoza und Hume, und eine andere, die die Beziehung religiöser Werte zu anderen Lebenswerten analysierte, darunter Nietzsche, James und Santayana. Beck argumentierte, dass Kant Spinozas Befürwortung der Substanz oder des Monismus letztlich nicht zustimmen konnte.
Becks wissenschaftliche Arbeiten umfassen auch Themen außerhalb von Kants unmittelbarem Einfluss. In Conscious and Unconscious Motives (1966) analysierte er menschliche Motive, und in Philosophic Inquiry: An Introduction to Philosophy (1968) arbeitete er mit Robert L. Holmes zusammen.
In seinem späteren Werk Extraterrestrial Intelligent Life (1971) untersuchte Beck die philosophische Spekulation über intelligentes außerirdisches Leben und analysierte Beiträge von Denkern wie Lucretius, Plutarch, Aristoteles und Kopernikus. Er argumentierte, dass die Suche nach höherem Leben im Universum die Menschheit dazu anregen könnte, bessere Lebensweisen auf der Erde zu entwickeln.

## Ehrungen
Neben dem Erhalt von Stipendien vom Rosenwald Fund von 1937, der Guggenheim Foundation im Jahr 1957, der American Academy of Arts and Sciences von 1963 und dem American Council of Learned Societies von 1964 war Beck 1962 der erste Empfänger des Edward Peck Curtis Award for Excellence in Undergraduate Teaching der University of Rochester.
Beck erhielt mehrere Ehrentitel von führenden wissenschaftlichen Institutionen, darunter das Hamilton College, die Emory University und die Universität Tübingen. Er war außerdem Ehrenmitglied der Kant-Gesellschaft in Deutschland.
2001 wurde Beck von mehreren prominenten Wissenschaftlern und dem Philosophen Predrag Cicovaki mit der Veröffentlichung von Kants Legacy: Essays in Honor of Lewis White Beck geehrt. Der führende Gelehrte der deutschen Philosophie Walter Kaufman würdigte Becks Gelehrsamkeit in seinem Werk Goethe, Kant and Hegel im Jahr 1980 besonders.

## Ausgewählte Veröffentlichungen

### Bücher von Lewis White Beck
- Philosophic Inquiry: An Introduction to Philosophy (1952)[30]
- A Commentary on Kant’s Critique of Practical Reason (1961)[31][32]
- Studies in the Philosophy of Kant (1965)[33]
- Six Secular Philosophers (1966)[34]
- Early German Philosophy: Kant and His Predecessors (1969)[35]
- Essays on Kant and Hume (1978)[36]
- The Actor and the Spectator: Foundations of the Theory of Human Action. St Augustine’s Press 1998. (Key Texts.) ISBN 978-1-85506-557-4[37][38]
- Essays by Lewis White Beck: Five Decades as a Philosopher (1998) Editor: Predrag Cicovaki[39]

### Übersetzungen
- Kant, Immanuel: Prolegomena to Any Future Metaphysics That Will Be Able to Present Itself as a Science. Hrsg.: Lewis White Beck. Bobbss Merrill Educational Publishing, New York 1950 (Prolegomena to Any Future Metaphysics – Internet Archive).
- Kant, Immanuel: Critique of Practical Reason. Hrsg.: Lewis White Beck. The Liberal Arts Press, New York 1956 (Critique of Practical Reason – Internet Archive).
- Kant, Immanuel: The Foundations of the Metaphysics of Morals and What is Enlightenment. Hrsg.: Lewis White Beck. 2nd Auflage. Prentice Hall Inc., Upper Saddle River, NJ 1997 (The Foundations of the Metaphysics of Morals – Internet Archive).

### Herausgeberschaften
- On History (1963)[40]
- 18th-Century Philosophy (1966) Editor: Lewis White Beck[41] ISBN 978-0-02-902100-2
- Kant’s Theory of Knowledge Editor: Lewis White Beck (1974)[42]
- Mr. Boswell dines with Professor Kant. Being a part of James Boswell’s Journal, until now unknown, found in the Castle of Balmeanach on the Isle of Muck. Tragara Press, 1979. ISBN 978-1-85506-439-3[43]

## Archivierte Werke
- Die Sammlung Lewis White Beck Papers schenkte Beck der Universität Rochester 1960, 1965, 1969 und 1975 zu Archivzwecken. Die in der Sammlung enthaltenen Manuskripte und Notizen sind für Wissenschaftler und Wissenschaftler zugänglich Forschungsstudenten in der Bibliothek für seltene Bücher und Spezialsammlungen der University of Rochester auf Anfrage.[44]
- Die Sammlung „Lewis White Beck Manuscripts of Immanuel Kant’s Critique of Practical Reason and Other Writings in Moral Philosophy“ an der University of Delaware enthält verschiedene Entwürfe, Korrekturabzüge, Seitenabzüge und die veröffentlichte Ausgabe von Becks Übersetzungen und Bearbeitung von Immanuel Kants Werk, das während seiner Amtszeit an der Delaware University von 1943 bis 1948 fertiggestellt wurde, und steht sowohl Forschern als auch Wissenschaftlern offen.[7]

## Mitgliedschaften
- American Philosophical Association. Lewis White Beck war 1971 Präsident der American Philosophical Association – Eastern Division und Präsident 1974–1977.
- 1974 Präsident der North East Society for 18th Century Studies.[13]